# 亲亲我
《亲亲我》（英語：Give Me a Kiss），2011年5月30日在中国大陆上映的喜剧电影。

## 剧情
该片讲述“亲情”为主题的故事。
孩童虫虫只有五岁，天真烂漫，他的爸爸是一个在城市里流浪工作的男子，因为贫穷和坏习惯太多，他的妈妈离开了这个家庭，他爸爸从此在爷爷眼中是“逆子”。怀着失落和困顿，他的爸爸带着他回到了江南老家，但是爷爷却对他们的到来表示冷漠和冷淡。天资聪慧的虫虫用各种小手段化解整个家庭里种种不开心不愉快的事情和矛盾。他爸爸一次用身体挡住了刺向爷爷的利刃，爷爷从此对他们刮目相看，再也不认为是“逆子”了，从而走入了正道，开始兢兢业业地做起事情来，后来慢慢地发家致富，那个因为贫穷而离家的妈妈也回到了这个家庭中。

## 演员
- 天歌 出演 虫虫，五岁的孩童，爱好漫画和肯德基，天资聪慧。
- 高明 出演 爷爷，正直富有爱心，乐于助人的老头子。

## 幕后
演员高明呼吁市场上增加儿童片的数量，他说：“现在的电影市场太功利了，赚钱是许多人拍电影唯一的目的，我26年前就拍过儿童片，现在市场上的儿童电影比那个时候还少，这实在值得人深思。”

## 曲目
- 《虫虫畅想曲》